# Ubagésner Chaves Sosa
Ubagésner Chaves Sosa (Tranqueras, 1938 - Boiso Lanza, 1976) fue un obrero metalúrgico, sindicalista e integrante del Partido Comunista de Uruguay. Fue una víctima de la dictadura cívico-militar. Permaneció desaparecido hasta noviembre de 2005, cuando fueron hallados sus restos en una propiedad bajo control de la Fuerza Aérea, cercana a la ciudad de Pando. Fue el primer detenido desaparecido en ser encontrado e identificado por el equipo de antropología de la Universidad de la República en las excavaciones iniciadas por orden del gobierno uruguayo.

## Biografía
Nació en Tranqueras, Departamento de Rivera el 15 de febrero de 1938. Posteriormente pasó a residir en Montevideo. Se casó con Isidora Musco con quien tuvo a su hija Valentina.
Fue obrero metalúrgico y sindicalista de la Unión Nacional de Trabajadores del Metal y Ramas Afines (UNTMRA). Por su actividad sindical y la pertenencia al Partido Comunista del Uruguay debió a pasar a la clandestinidad luego del golpe de Estado de 1973 ocurrido en Uruguay, al haberse declarado ilegales los partidos políticos e iniciarse la persecución de sus integrantes. El contacto con su familia era ocasional, cuando lograba evadir la vigilancia de la que era objeto su domicilio. 

### Detención
El 28 de mayo de 1976, cuando llegaba hasta su casa para llevarle un regalo a su hija que cumplìa años, es detenido. Logró entregar el regalo a un vecino indicándole la dirección de su familia. Este hecho es la única referencia que tuvo su familia de la detención. La esposa recorrió todos los establecimientos militares en procura de ubicar el lugar de detención de Ubagesner Chaves pero en ningún lado le fue dada información, negándose la detención.
En oportunidad en que Isidora Musco fue detenida y trasladada en un vehículo militar a la base aérea Boiso Lanza pudo ver a su esposo, desde dentro del vehículo, que permanecía  de «plantón», en la «perrera» ubicada en la base aérea.
Semanas después del secuestro, se informó por prensa que Ubagésner Chaves se había fugado y se emitió la requisitoria para su detención.
La familia no supo su destino hasta el 24 de enero de 2006, cuando fueron identificados como pertenecientes a Chaves los primeros restos inhumados durante las excavaciones practicadas en predios militares.

### Homicidio
Gerardo Barrios, quien fue detenido en la misma fecha que Ubagesner Chaves, fue testigo de su muerte. Informó que ambos venían siendo sometidos a continuas sesiones de torturas (submarino, golpes, aplicación de corriente eléctrica, plantones, privación de sueño, agua y comida, simulacros de fusilamiento, etc.) Expresó que Chaves estaba en condiciones extremas producto de las torturas y apremios físicos reiterados. Los represores interrumpen las torturas y en ese momento quedan solos Ubagesner Chaves y Gerardo Barrios en la habitación, encapuchados. Barrios escucha las dificultades respiratorias de Chaves y oye que dice: "por amor a mi partido, a mi mujer y a mi hija" dejando luego de respirar. Barrios llama a la guardia para que traigan asistencia médica pero cuando esta llega constata la muerte de Chaves.
La fecha de fallecimiento se estima entre el 1 y el 3 de junio de 1976.

## Hallazgo de sus restos
En 2005 el Grupo de Investigación en Antropología Forense (GIAF) de la Facultad de Humanidades y Ciencias de la Educación, comienza a realizar excavaciones con el objetivo de hallar restos de personas desaparecidas en la dictadura. El 21 de junio de 2005 se inician excavaciones en el Batallón de Infantería Blindada Nº13, y en agosto las excavaciones se extienden al Batallón de Infantería Paracaidista N.º 14 y a una chacra particular en la zona de Pando bajo custodia de la Fuerza Área.  
En esa localización fueron hallados restos humanos el 29 de noviembre de 2005, y el 24 de enero de 2006, después de un análisis de ADN, se constató que pertenecían a Ubagésner Cháves Sosa. El sepelio tuvo lugar el 14 de marzo, en el Cementerio del Buceo.

## Investigación judicial y sentencia
Se formuló denuncia de los hechos el 10 de junio de 1985, que solo pudo prosperar luego de la declaración de inconstitucionalidad de la Ley de Caducidad, el 27de octubre de 2008. La investigación judicial determinó la responsabilidad de los militares Enrique Ribero Ugartemendía, en ese entonces con el cargo de oficial, y de José Uruguay Araújo Umpiérrez, segundo jefe de la unidad, como coautores de homicidio político muy especialmente agravado.